# ジョナサン・ヅァクワー
ジョナサン・ヅァクワー（Jonathan Tzachor、ジョナサン・ザクワー、ジョナサン・ザコアとの表記もある。）は、アメリカ合衆国のテレビプロデューサー、映画プロデューサー、演出家。イスラエル出身。

## 概要
イスラエル空軍勤務を経てアメリカ合衆国に移住し、プロデューサーとしての活動を開始する。
日本のスーパー戦隊シリーズをアメリカ合衆国でローカライズした『パワーレンジャー・シリーズ』では、1992年の『マイティ・モーフィン・パワーレンジャー』パイロット版からプロデューサーを務め、1998年の『パワーレンジャー・イン・スペース』からは製作の責任者となり、2002年のパワーレンジャー・ワイルドフォースまでプロデューサーを務めた後、2011年の『パワーレンジャー・サムライ』からは製作総指揮として復帰している。また、一部のエピソードでは監督として演出を担当している。
ヅァクワーは原作となるスーパー戦隊シリーズへのリスペクトが強く、パワーレンジャーシリーズのクオリティ向上のため、日本から東映の監督を招聘した。イスラエル出身であることから、外国文化に対する理解があり、日本人監督やスタントマンを起用することが出来たと言う。
坂本浩一は「ジョナサン・ヅァクワーの功績はとても大きい」と述べており、「アメリカにスーパー戦隊魂を伝えた一番の功労者」としている。サバン・ブランドの役員であったブライアン・カセンティーニはヅァクワーはスーパー戦隊シリーズに忠実なストーリー構成を好んでいたと述べている。
小林靖子の脚本を好んでおり、『パワーレンジャー・タイムフォース』、『パワーレンジャー・サムライ』などは原作の小林の脚本に忠実な番組作りを行っている。

## 参加作品
特記の無いものに限り、プロデューサーとしての参加。

### テレビドラマ
- パワーレンジャー Mighty Morphin' Power Rangers(1993 - 1996) - プロデューサー、監督
- パワーレンジャー・ジオ Power Rangers Zeo(1996)
- パワーレンジャー・ターボ Power Rangers Turbo(1997)
- パワーレンジャー・イン・スペース Power Rangers in Space(1998) - プロデューサー、監督
- パワーレンジャー・ロスト・ギャラクシー Power Rangers Lost Galaxy(1999) - プロデューサー、監督
- パワーレンジャー・ライトスピード・レスキュー Power Rangers Lightspeed Rescue(2000) - プロデューサー、監督
- パワーレンジャー・タイムフォース Power Rangers Time Force(2001) - プロデューサー、監督
- パワーレンジャー・ワイルドフォース Power Rangers Wild Force(2002) - プロデューサー、監督
- パワーレンジャー・サムライ Power Rangers Samurai(2011) - 製作総指揮
- パワーレンジャー・スーパーサムライ Power Rangers Super Samurai(2012) - 製作総指揮、監督
- パワーレンジャー・メガフォース Power Rangers Megaforce(2013) - 製作総指揮、監督
- パワーレンジャー・スーパーメガフォース Power Rangers Super Megaforce(2014) - 製作総指揮、監督

### 映画
- アウトロー 復讐のメロディー Outlaw Force(1988) - 助監督
- 獣人ヒューアニマ Memorial Valley Massacre(1988) - プロダクション・マネージャー
- Legion of Iron(1990) - プロダクション・マネージャー
- カルテル/復讐の狼 Cartel(1990) - アソシエイト・プロデューサー
- サンダウン Sundown: The Vampire in Retreat(1990) - ファースト助監督
- マーシャル・コマンダー 黒の攻襲 American Ninja V(1993) - ラインプロデューサー：ベネズエラ
- パワーレンジャー・映画版 Mighty Morphin Power Rangers The Movie(1995) - プロデューサー・サンクス
- Laughing It Up(1997)
- パワーレンジャー・ターボ・映画版・誕生!ターボパワー Turbo: A Power Rangers Movie(1997) - プロデューサー、セカンドユニット監督（ロサンゼルスユニット）
- ウィケッド・ゲーム Wicked Game(2000) - スペシャルサンクス
- エネミーオブUSA Echelon Conspiracy(2009) - 製作総指揮
- ウェイバック -脱出6500km- The Way Back(2010) - ユニット・プロダクション・マネージャー

### テレビ映画
- 真夜中のラブコール/テレフォンセックス殺人事件 Intimate Stranger(1991) - ライン・プロデューサー
- シュワルツェネッガーは行く! See Arnold Run(2005) - 共同プロデューサー
- Power Rangers Samurai: Clash of the Red Rangers: The Movie(2011) - 製作総指揮、監督

### オリジナルビデオ
- Kill Crazy(1990) - プロダクション・マネージャー
- Mighty Morphin Power Rangers The Official Fan Club Video(1994) - スペシャルサンクス
- Mighty Morphin Power Rangers I'm Dreaming of a White Ranger(1995)
- TATARI/呪いの館 Return to House on Haunted Hill(2007)
- ヒルズ・ラン・レッド -殺人の記録- The Hills Run Red(2009)

### ゲーム
- パワーレンジャー・サムライ Power Rangers Samurai(2011) - パワーレンジャー・プロダクション製作総指揮
- パワーレンジャー・スーパーサムライ Power Rangers Super Samurai(2012) - パワーレンジャー・プロダクション製作総指揮

### パイロットフィルム
- パワーレンジャー Mighty Morphin' Power Rangers(1992) - ライン・プロデューサー